# Musaranya d'orelles petites mexicana
La musaranya d'orelles petites mexicana (Cryptotis mexicana) és una espècie de musaranya endèmica de Mèxic. Habita els boscos tropicals humits montans i els boscos freds i humits de pins i roures. Tendeix a viure en boscos primaris. Està amenaçada per la desforestació i, possiblement, l'ús de pesticides.